# Charles Suydam Cutting
Charles Suydam Cutting, CBE (17 janvier 1889 – 24 août 1972) est un explorateur, naturaliste, figure de la société, philanthrope et auteur. Il a voyagé à travers le monde lors de nombreuses expéditions, notamment les expéditions Field Museum-Chicago Daily News Abyssinian, Kelley-Roosevelts Asiatic et Vernay-Cutting. Il a été parmi les premiers Européens à entrer dans la ville interdite de Lhassa au Tibet et on lui attribue l'introduction de la race Lhasa Apso aux États-Unis.

## Jeunesse
Cutting est né à New York le 17 janvier 1889. Il est le fils de Robert Fulton Cutting, connu comme le « premier citoyen de New York » et d'Helen ( née Suydam) Cutting, qui s'est mariée en 1883. Du premier mariage de son père, il eut un demi-frère aîné, Robert Bayard Cutting, décédé à Paris pendant la Première Guerre mondiale. Parmi ses frères et sœurs à part entière se trouvait Helen Suydam Cutting, qui a épousé Lucius Kellogg Wilmerding Jr. ,; Elisabeth McEvers Cutting; Robert Fulton Cutting Jr.; Ruth Hunter Cutting et Schermerhorn Cutting, décédé jeune.
Parmi les nombreux membres éminents de sa famille se trouvaient son oncle maternel, Walter Lispenard Suydam, et son oncle paternel, William Bayard Cutting. Sa mère était une petite-fille d'Abraham Schermerhorn et une nièce de Caroline Schermerhorn, mariée à William Backhouse Astor Jr..
Cutting est allé à la Groton School et à l'Université Harvard, où il a obtenu son diplôme en 1912 avec une spécialisation en ingénierie.

## Carrière
Après Harvard, il s'est lancé dans la vente d'ingénierie auprès de la société MW Kellogg. Il a servi dans l'armée américaine pendant les deux guerres mondiales, avec le grade de lieutenant-colonel pendant la Seconde Guerre mondiale. Avant que les États-Unis ne rejoignent la Seconde Guerre mondiale, il était un ardent défenseur de l’armement de la Grande-Bretagne par l’intermédiaire du Comité américain pour la défense des foyers britanniques.
Cutting était membre de The Room, un groupe d'espions amateurs de la haute société organisé par Vincent Astor qui relevait du président Franklin Roosevelt.

### Exploration

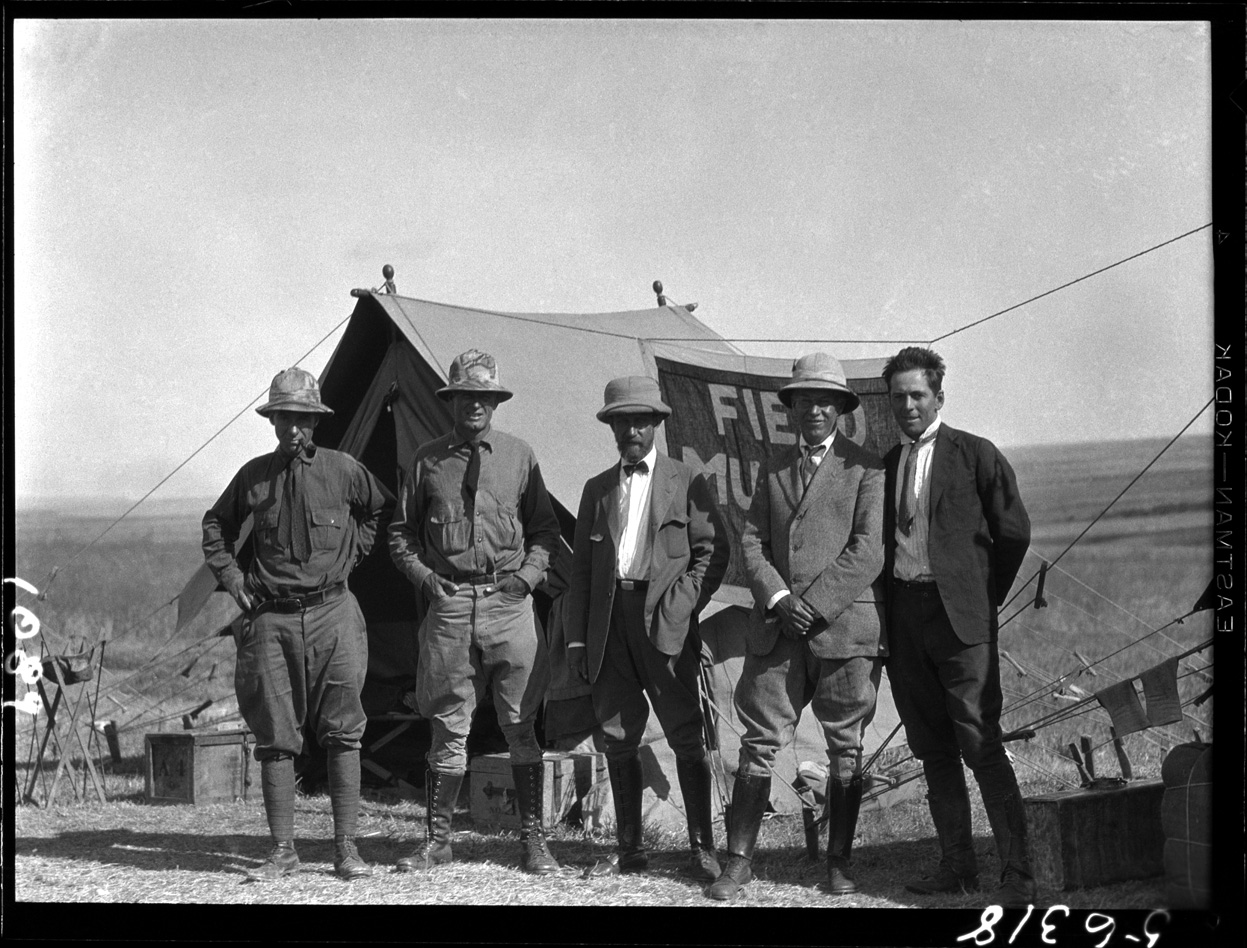
Membres de l'expédition, de gauche à droite, C. Suydam Cutting, Jack Baum, Wilfred Hudson Osgood, Louis Agassiz Fuertes, Alfred Marshall Bailey, 1927.

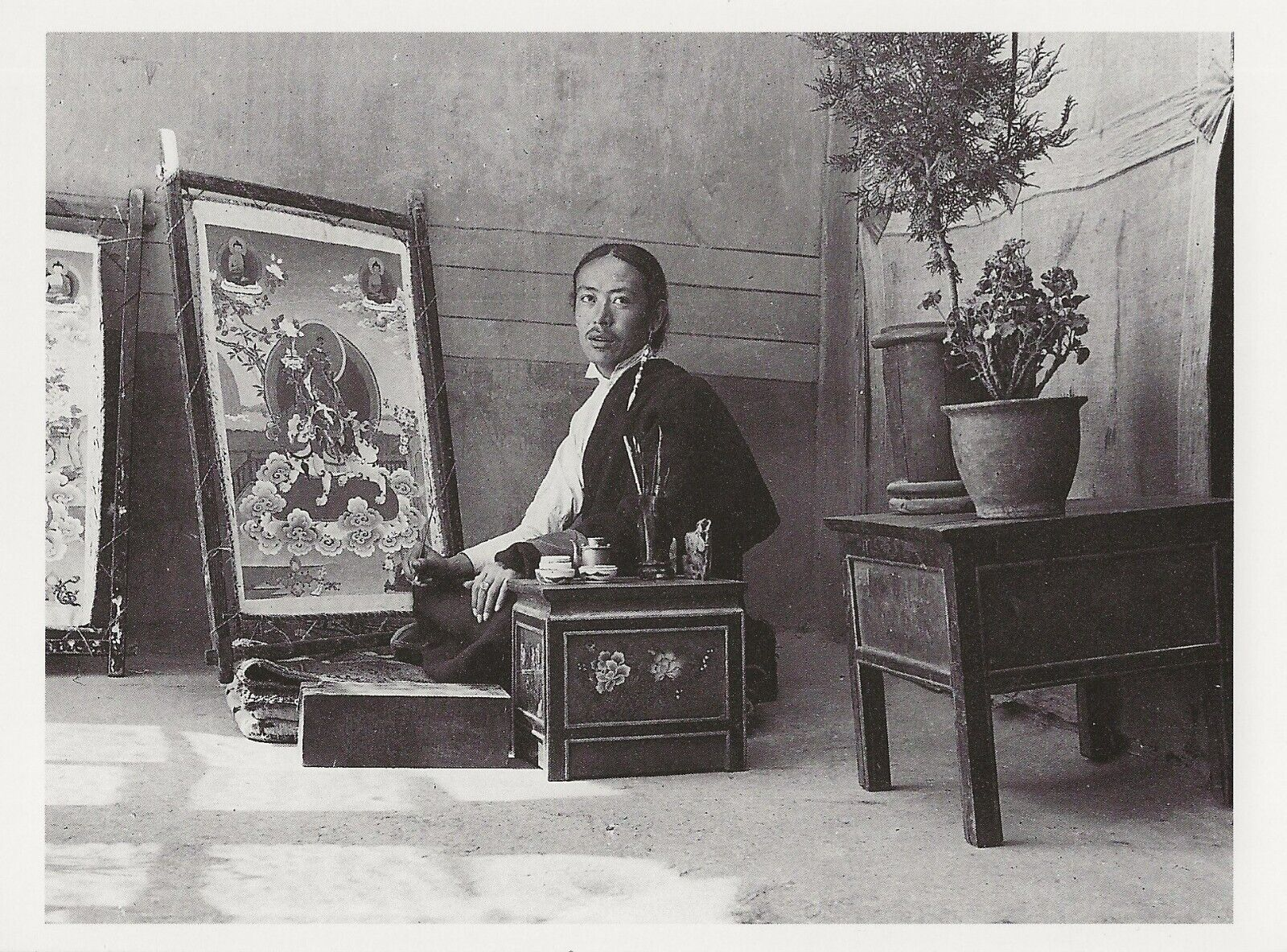
Tsering Dondup à Lhassa par Charles Suydam Cutting, 1937.

En 1925, il entreprend sa première expédition au Turkestan chinois avec Kermit et Theodore Roosevelt, Jr.. Après l'expédition de Roosevelt, il se rend en Éthiopie en 1926, en Assam en 1927, au Tibet en 1928, 1930, 1935 et 1937, aux îles Galapagos en 1930, naviguant à bord du yacht Nourmahal de Vincent Astor, à Célèbes en 1934, au Népal en 1937 et en Haute-Birmanie en 1939. En 1935, il se rend dans la ville interdite de Lhassa au Tibet qui le rend célèbre comme étant parmi les premiers Occidentaux à visiter la ville. Il a pu y être admis en s'attirant les faveurs du 13e dalaï-lama grâce à une série de cadeaux sur plusieurs années, notamment une paire de teckels, une paire de dalmatiens, des montres en or et des appareils de chauffage. Le dalaï-lama voulait également une autruche, mais on pensait que l'animal n'aurait pas survécu au voyage. Finalement, le dalaï-lama a autorisé Cutting et Arthur Stannard Vernay à entrer à Lhassa et a donné à Cutting les premiers chiens Lhassa Apso entrés aux États-Unis en 1933. En 1937, Charles Suydam Cutting photographie Tsering Dondup, le peintre principal du 13e dalaï-lama, qui inspirera une série photographique d'autoportraits My Identity à Gonkar Gyatso.
Après son expédition à Lhassa, Cutting a écrit un livre qui a été publié commercialement sur ses voyages au cours des quinze années, intitulé The Fire Ox and Other Years,. Il a également écrit un certain nombre d'articles pour le Musée américain d'histoire naturelle dans les années 1930, y compris des articles sur son expédition et des articles sur la chasse avec les guépards spécialement entraînés d'un Maharajah, qui ont été collectés dans As Told at the Explorer’s Club: More than Fifty Tales of Adventure édité par George Plimpton.
On attribue à la coupe le fait d'avoir contribué à sauver la tortue des Galapagos de l'extinction et d'avoir amené les premiers chiens Lhassa Apso aux États-Unis.

## Vie privée
En 1932, Cutting s'est marié à Helen McMahon (1894-1961), qui le rejoignit lors de sa deuxième expédition au Tibet en 1937. Helen était veuve de James Cox Brady Sr. (un fils de Anthony N. Brady, le plus grand actionnaire de l'American Tobacco Company), décédé en 1924.
Après sa mort en 1961, il se remarie avec Mary Percy (née Pyne) Filley (1893-1994) en 1963. Mary, veuve d'Oliver Dwight Filley (le petit-fils d'Oliver Filley), était la fille de Percy Rivington Pyne et Maud (née Howland) Pyne,. Ils possédaient un domaine de 14 hectares connu sous le nom de « Old Fort Bay », acheté par la première épouse de Cutting et son premier mari, près de Lyford Cay (situé à la pointe ouest de l'île de New Providence aux Bahamas), où il recevait ses amis, dont Gertrude Legendre. Cutting était un ami proche du duc (anciennement Édouard VIII) et de la duchesse de Windsor, qu'il recevait dans leur maison de Gladstone, dans le New Jersey , connue sous le nom de Hamilton Farms, héritée de sa première épouse. Mary possédait son propre domaine, Upton Pyne.
Cutting est décédé dans sa résidence d'été sur l'île Chappaquiddick à Edgartown (Massachusetts), sur le Martha's Vineyard, le 24 août 1972. Il a été enterré au cimetière Saint-Bernard à Bernardsville. Sa veuve a continué à vivre à Bernardsville,, puis à Far Hills, jusqu'à sa mort en 1994.

## Honneurs
Cutting a reçu une Croix de Guerre (avec étoile d'or) et l'Ordre de l'Étoile noire des Français. Il a également été nommé Commandeur honoraire de l'Ordre de l'Empire britannique en 1945.

### Référence
1. ↑  Suydam Cutting, « Field Museum – Chicago Daily News Abyssinian Expedition », Field Museum of Natural History
2. ↑  (en) « FULTON CUTTING, N.Y. REAL ESTATE HEAD, DIES AT 82 -- Noted for Philanthropic Activities », Chicago Tribune,‎ 22 septembre 1934, p. 16 (lire en ligne, consulté le 10 mai 2018)
3. ↑  « DIED. Cutting », The New York Times,‎ 20 juin 1919 (lire en ligne, consulté le 14 janvier 2018)
4. ↑  (en) « MARRIED. Cutting--Suydam », The New York Times,‎ 27 janvier 1883 (lire en ligne, consulté le 14 janvier 2018)
5. ↑  « R.B. CUTTING DIES IN FRANCE; New Yorker Was a Y.M.C.A. Officer Worker in War Service. », The New York Times,‎ 5 avril 1918 (lire en ligne, consulté le 10 mai 2018)
6. ↑  « Mrs. Wilmerding », The New York Times,‎ 25 mars 1971 (lire en ligne, consulté le 10 mai 2018)
7. ↑  « NOTABLES MOURN FOR R.F. CUTTING; Funeral of Philanthropist and Financier Held at St. George's Church. », The New York Times,‎ 25 septembre 1934 (lire en ligne, consulté le 10 mai 2018)
8. ↑  « L. WILMERDING, 69, STOCKBROKER HERE; Banker, Former Limited Partner in Harris, Upham & Co. Dies.---Aided Philanthropies », The New York Times,‎ 16 juillet 1949 (lire en ligne, consulté le 10 mai 2018)
9. ↑  (en) R. Burnham Moffat, The Barclays of New York: who They are and who They are Not,-and Some Other Barclays, R. G. Cooke, 1904 (lire en ligne), 205
10. ↑  « William Astor Is Dead; Stricken Suddenly at the Hotel Liverpool, Paris. He Leaves a Fortune of Many Mill- Ions -- John Jacob Astor Will Inherit It -- the Body Will Be Brought Home for Burial. », The New York Times,‎ 27 avril 1892 (lire en ligne, consulté le 14 janvier 2018)
11. 1 2 3  (en) David Shavit, The United States in Asia: A Historical Dictionary, Greenwood Publishing Group, 1990 (ISBN 9780313267888, lire en ligne), p. 118
12. 1 2 3 4 5  « Cutting, C. Suydam (Charles Suydam), 1889-1972 (amnhp_1000476) », sur data.library.amnh.org, American Museum of Natural History Research Library (consulté le 3 mars 2019)
13. ↑  Dorwart, Jeffery M., « The Roosevelt-Astor Espionage Ring », Quarterly Journal of New York State Historical Association, vol. 62, no 3,‎ 1981, p. 307–322 (JSTOR 23169848, lire en ligne)
14. 1 2 3 4  « C. Suydam Cutting, Who Made Historic Visit to Tibet, Is Dead », The New York Times,‎ 25 août 1972 (lire en ligne, consulté le 3 mars 2019)
15. 1 2  (en) Cutting, Suydam, The Fire Ox and Other Years, London, Collins, 1947 (lire en ligne)
16. ↑  James Cooper, « Western and Japanese Visitors to Lhasa: 1900-1950 », The Tibet Journal, vol. 28, no 4,‎ 2003, p. 91–94 (ISSN 0970-5368, JSTOR 43302544)
17. ↑  (en) « My Identity », sur Museum of Fine Arts Boston (consulté le 28 novembre 2023).
18. ↑  Roy Chapman Andrews, « Suydam Cutting's Journeys Into the Forbidden Land; », The New York Times,‎ 22 décembre 1940 (lire en ligne, consulté le 3 mars 2019)
19. 1 2  « MRS. J. COX BRADY WED TO C. S. CUTTING; Bishop Walsh Assists Mgr. McKean in Ceremony at Bride's Country Home. CLOSE FRIENDS PRESENT Attendants Are Dispensed Withu Bridegroom Is Member of Many New York Clubs. », The New York Times,‎ 3 juillet 1932 (lire en ligne, consulté le 3 mars 2019)
20. ↑  (en) « Mrs. C. Suydam Cutting Dead; Served on Board of Lighthouse », The New York Times,‎ 22 juillet 1961 (lire en ligne, consulté le 3 mars 2019)
21. ↑  (en) Lynne Blackman, Central to Their Lives: Southern Women Artists in the Johnson Collection, University of South Carolina Press, 2018 (ISBN 9781611179552, lire en ligne), p. 349
22. ↑  « Mary Cutting, 100, great-grandmother », The Courier-News,‎ 12 mai 1994, p. 15 (lire en ligne, consulté le 3 mars 2019)
23. ↑  (en) « OLIVER FILLEY, 78, A RETIRED BROKER; Aide at Post & Fiagg From 1921 to 1942 Dies--Was Pilot in World War I », The New York Times,‎ 19 janvier 1961 (lire en ligne, consulté le 23 juillet 2018)
24. ↑  « MISS PYNE ENGAGED TO COL. O.D. FILLEY Daughter of Mr. and Mrs. Percy R. Pyne to Wed U.S.A. Aviator Awarded Cross by British. », The New York Times,‎ 2 décembre 1917 (lire en ligne, consulté le 23 juillet 2018)
25. ↑  E. M. Ewing, « 30 Decorators Revive a Mansion », The New York Times,‎ 5 mai 1974 (lire en ligne, consulté le 3 mars 2019)
26. ↑  (en) David Patrick Columbia, « Resort Life: Chapter XVII, 1965-1966 », New York Social Diary,‎ 22 août 2013 (lire en ligne, consulté le 3 mars 2019)
27. ↑  Daniel MacHalaba, « No Boom for the Many Mansions of Somerset », The New York Times,‎ 25 janvier 1976 (lire en ligne, consulté le 3 mars 2019)
28. ↑  Charlotte Curtis, « PORTRAIT OF A LADY; BERNARDSVILLE, N.J. High above the town, in the densely forested Somerset Hills, is a rambling house with several drawing rooms. Outside, the mistress of that house and what used to be a 500-acre property sits on her porch, sipping minty iced tea. », The New York Times,‎ 5 juillet 1983 (lire en ligne, consulté le 3 mars 2019)
29. ↑  (en) W. Jacob Perry, « Mountain estate sells for $12.8M in Bernardsville », New Jersey Hills,‎ 9 septembre 2014 (lire en ligne, consulté le 3 mars 2019)
30. ↑  (en) James Terry White, George Derby, The National Cyclopaedia of American Biography: Being the History of the United States as Illustrated in the Lives of the Founders, Builders, and Defenders of the Republic, and of the Men and Women who are Doing the Work and Moulding the Thought of the Present Time, Volume 57, 1977, p. 697 : « During the war , as a captain and subsequently a lieutenant colonel in the U.S. Army , he served with intelligence units in India , Washington , D.C. , and Versailles , France . For his war service he was decorated with the Croix de Guerre of France and made a commander of the Order of the British Empire in 1945. »

- (en) Cet article est partiellement ou en totalité issu de l’article de Wikipédia en anglais intitulé « C. Suydam Cutting » (voir la liste des auteurs).